# Иоанн Майраванеци
Иоа́нн Майраванеци́, (арм. Հովհան Մայրավանեցի; около 572—650) — армянский философ и гуманист VII века. Основная тема трудов — социальное неравенство. Яростный противник халкидонского вероучения, решительно выступал против попыток объединения армянского и греческого церквей.

## Основные мысли философа
Биографические данные крайне скудны. Был священником в одном из монастырей Двина, а в 621—628 годах местоблюстителем католикоса Комитаса Ахцеци. Боролся против халкидонской догматики из-за чего в 634 году вошёл в конфликт с католикосом Езром I Паражнакертци. В результате ушёл в отдалённый монастырь Майраванк в Бджни, затем переселился и оттуда. Взгляды Иоанна Майраванеци были довольно прогрессивными для своего времени. Вероятно был первым армянским мыслителем, который рассматривал вопросы социальной справедливости на фоне христианского учения. Пытался анализировать моральные аспекты социальных конфликтов в феодальном обществе. Майраванеци высказывался против судьбы и предопределения (известно, что такие понятия применялись правящим классом для того, чтобы угнетенные слои общества смирились с тем, что так предопределено судьбой: одни являются рабами, а другие над ними господствуют). Иоанн утверждал, что человек, будучи разумным существом, сам должен свободно определять свои действия, поступки: «нужно думать и мыслить о страданиях бедных и обездоленных, нужно думать, что они — братья и нуждаются во всем необходимом так же, как и все остальные». «Все люди сотворены равными, солнце светит для всех одинаково, у всех в жилах течет одна и та же кровь, но один поглощает долю других и создает неравенство между людьми».
С именем философа связан монастырь Майраванк, упоминающийся с VII века. Мыслитель часто противился католикосу Езру Паражнакеци. Последний в ответ на это, с целью унижения своего идейного врага, переименовал монастырь в Майрагом (гом — хлев), а Ована — в Майрагомеци.